# Rolipram
El Rolipram es un inhibidor de la fosfodiesterasa tipo PDE-4. Está siendo ampliamente investigado como una posible alternativa a los antidepresivos actuales. Además, podría ser beneficioso para la memoria en pacientes con enfermedad de Alzheimer leve, ya sea directamente o mediante un mecanismo neuroprotector. Como la mayoría de los inhibidores de la PDE-4, también tiene propiedades antiinflamatorias. Sin embargo, hasta ahora ni el rolipram ni ningún otro inhibidor de la PDE-4 desarrollado llegan al mercado debido a los efectos secundarios eméticos.
El fármaco se está estudiando por sus propiedades protectoras contra la neuropatía diabética. La razón estriba en que las fosfodiesterasas PDE-4 y PDE-7 regulan el daño oxidativo, la neurodegenación y las respuestas inflamatorias a través de la modulación del nivel de monofosfato de adenosina cíclico (AMPc), y por lo tanto pueden ser dianas farmacológicas importantes para la regulación de la neuropatía diabética. Así mismo, se notó que el Rolipram reduce el edema cerebral y mejora la función neurológica en el modelo de rata con hemorragia subaracnoidea al verse disminuida la apoptosis neuronal.

## Uso como radiofármaco
El Rolipram también ha sido empleado como marcador radiofarmacéutico. Se ha marcado el Rolipram empleando el radionúclido 125I con cloramina-T como agente oxidante para formar [125I]yodorolipram. Los estudios de biodistribución han indicado que el yodorolipram podría considerarse como un nuevo radiotrazador selectivo potencial para el proceso de imágenes cerebrales para diagnóstico.